# Eukleides (Archon)
Eukleides (altgriechisch Εὐκλείδης) wurde für das Jahr 403/402 v. Chr. zum Athener Archon eponymos gewählt.
In seinem Amtsjahr wurde auf Antrag des Archinos das ionische Alphabet in Athen eingeführt. Durch die kulturelle Vormachtstellung Athens setzte sich diese Alphabetvariante in der Folge als Standard durch und verdrängte andere, epichorische Alphabete. Inschriften, die vor der Einführung des ionischen Alphabets in Athen verfasst wurden, werden als voreuklidisch bezeichnet. Doch ist mit dem Gebrauch voreuklidischer Schreibweisen noch bis rund 360 v. Chr. zu rechnen, so dass die Amtszeit des Eukleides datierungsrelevant in erster Linie für attische Inschriften in ionischem Alphabet ist, aber keinen gesicherten terminus ante quem für die sogenannten voreuklidischen Inschriften darstellt.